# 19704 Медлок
19704 Медлок (19704 Medlock) — астероїд головного поясу, відкритий 7 жовтня 1999 року.
Тіссеранів параметр щодо Юпітера — 3,175.